# شهادة الدراسات الجامعية العامة
شهادة الدراسات الجامعية العامة أو دبلوم الدراسات الجامعية العامة، بالفرنسية (بالفرنسية: Diplôme d'études universitaires générales) ويشار إليه اختصارا ب DEUG, وهو يعادل الشهادة المعروفة في نظام التعليمي بالولايات المتحدة وكندا باسم: Associate degree).
تم إنشاء DEUG في النظام التعليمي الفرنسي عام 1973 من طرف جوزيف فونتينة "Joseph Fontanet" بفرنسا، الذي كان على رأس وزارة التعليم الفرنسية بين سنوات 1972–1974، ثم أزيلت من الدليل الوطني للشهادات المهنية في عام 2006 خلال الإصلاحات التي أجريت على نظام الليسانس والماجستير والدكتوراه. ولكن على الرغم من ذلك، لا تزال شهادات الدراسات الجامعية العامة تصدر بناءًا على طلب العديد من الجامعات.
تتبع غالبية الجامعات في الدول الفرنكوفونية (أي التي ترتبط ثقافتها باللغة الفرنسية بشكل أو بآخر) ونظامها التعليمي النموذج الفرنسي للتعليم الجامعي، من هذه الدول سويسرا، وبلجيكا، وتونس، والمغرب، والجزائر وموريتانيا.

## لمحة تاريخية
قدمت شهادة الدراسات الجامعية العامة لأول مرة في عام 1973 في عهد وزارة جوزيف فونتانيت، لتحل محل الدبلومات المختلفة التي تكفل الدراسات الجامعية في كل كلية مثل دبلوم الدراسات القانونية العامة، ودبلوم الدراسات الاقتصادية العامة، والدبلوم الجامعي في الدراسات الأدبية، والدبلوم الجامعي في الدراسات العلمية، وقد بدأ تطبيق هذا الإصلاح مع بداية العام الدراسي 1973. كان الغرض من إنشاء شهادة الدراسات الجامعية العامة كدورة أولى متعددة التخصصات للتكوين العام والتوجيه هو تطوير المهارات المعرفية لدى الطلاب كالتعبير والإنجاز وفهم العالم المعاصر ودراسة واستخدام المفاهيم والأساليب العلمية لتمكين الطلاب من الدخول مباشرة إلى الحياة العملية. كان التسجيل في شهادة الدراسات الجامعية العامة مفتوحا لأي شخص حاصل على شهادة البكالوريا أو ما يعادلها. بلغت مدة الدورات الدراسية المؤدية إلى شهادة الدراسات الجامعية العامة سنتين دراسيتين، وكانت الدورات تنظم بطريقة تسمح للطلاب الذين يواصلون دراستهم بالقبول إما في دورة ثانية من الدراسات العليا، أو في دورة جامعية أخرى، ولكن لا يُسمح إلا بثلاثة تسجيلات سنوية للحصول عليها، ما لم يتم الإعفاء منها، وبالتالي كانت شهادة الدراسات الجامعية العامة تصنف في المستوى الرابع في التصنيف الفرنسي لمستويات التدريب وفي المستوى الخامس في التصنيف الدولي الموحد للتعليم. كانت شهادة الدراسات الجامعية العامة تتضمن ستة أقسام هي:
- الحقوق[5]
- العلوم الاقتصادية[5]
- الإدارة الاقتصادية والاجتماعية[5]
- الأدب[6]
- العلوم الإنسانية[6]
- العلوم[6]

اشتملت برامج التدريس على نحو 50-60 % من المقررات الإجبارية التي تحددها اللوائح الوطنية لكل قسم أو تخصص، كما شملت أيضًا ما لا يقل عن نحو 5 % من تدريس اللغات الحديثة وما بين 30 إلى 40 % من المقررات الاختيارية الجامعية، بالإضافة إلى نحو 10 إلى 20 % مقررات دراسية خارج القسم أو التخصص الرئيسي يختارها الطلاب مثل علم الاجتماع وعلم النفس الاجتماعي لطلبة التخصص العلمي. كان الحد الأدنى لمدة التدريس لدبلوم شهادة الدراسات الجامعية العامة يتراوح ما بين 700-1100 ساعة.
في عام 1992 عندما كان ليونيل جوسبان وزيرا للتعليم أدخلت بعض الإصلاحات على نظام شهادة الدراسات الجامعية العامة، فأصبح الدبلوم مفتوحا لأي شخص حاصل على شهادة البكالوريا أو ما يعادلها، ونظمت برامج الدراسة بدبلوم شهادة الدراسات الجامعية العامة في مستويين. كان على الجامعات تنظيم دورتين امتحانيتين في السنة، ويُسمح فقط بثلاثة تسجيلات سنوية لكل طالب للحصول على الدبلوم، ما لم يتم إعفاءه. يحصل طلاب المعاهد الجامعية المهنية أيضًا على شهادة الدراسات الجامعية العامة في نهاية عامهم الأول. وأصبحت الشهادة توفر عشر تخصصات للدراسة، وهي:
- التكنولوجيا الصناعية[9]
- العلوم[10]
- الفنون[11]
- اللاهوت[12]
- العلوم الإنسانية والاجتماعية[13]
- اللغات والآداب[14]
- الحقوق[15]
- الإدارة الاقتصادية والاجتماعية[16]
- الاقتصاد والإدارة[17]
- علوم وتقنيات الأنشطة البدنية والرياضية[18]

وفي عام 1997 أدخلت على شهادة الدراسات الجامعية العامة مجموعة إصلاحات جديدة بعد تولي فرانسوا بايرو مسؤولية وزارة التعليم، فأصبح البرنامج التعليمي المؤهل للحصول على الشهادة مقسما إلى أربعة فصول دراسية، الأول هو فصل دراسي توجيهي، ويجب على الجامعات تنظيم دورتين للامتحان، وينتقل الطالب إلى السنة الثانية إذا أنهى السنة الأولى بنسبة 70 %. ويجب أن يجتاز الطالب السنة الثانية بنسبة 80 % للحصول على الإجازة. وقد ضمت الشهادة وفقًا لهذه الإصلاحات تسع أقسام للتخصص هي:
- العلوم والتكنولوجيا[19]
- الفنون[20]
- اللاهوت[21]
- العلوم الإنسانية والاجتماعية[22]
- اللغات والأدب[23]
- الحقوق[24]
- الإدارة الاقتصادية والاجتماعية[25]
- الاقتصاد والإدارة[26]
- علوم وتقنيات الأنشطة البدنية والرياضية[27]

أدى تطبيق الإإصلاحات التي أدخلت على نظام التعليم من خلال برامج الإجازة والماجستير والدكتوراه إلى إعادة تنظيم الدراسات التي تمنح درجة الإجازة في عام 2006، مع الحفاظ على إمكانية تقديم شهادة الدراسات الجامعية العامة على المستوى المتوسط، بحيث يمكن للحاصلين على شهادة البكالوريا أو ما يعادلها بالتسجيل مباشرة في دورة تدريبية مدتها ستة فصول للحصول على شهادة البكالوريوس الوطنية. ويخضع منح شهادة الدراسات الجامعية العامة بعد ذلك للتحقق من صحة الفصول الأربعة الأولى من أصل الستة فصول الدراسية اللازمة للحصول على درجة الليسانس أو الإجازة. وقد حددت مجالات منح شهادة الإجازة وشروطها على المستوى الوطني اعتبارًا من عام 2014.
تشير دراسة أجراها المعهد الوطني الفرنسي لدراسة العمل والتوجيه المهني في عام 2000 إلى أن الطلاب الذين أنهوا التعليم العالي بعدما حصلوا على شهادة الدراسات الجامعية العامة كشهادة وحيدة لهم هم في الأساس أولئك الذين فشلوا في درجة الامتحان النهائي (الباك + 3)، وليس ولن يسمح لهم بالقبول في المستوى الأعلى. إن شهادة الدراسات الجامعية العامة والباكالوريا العامة في الواقع هي شهادات هدفها الأساسي هو تمكين متابعة الدراسات، والخريجون في هذه المستويات هم في الغالب من الشباب الذين فشلوا في اجتياز الامتحان النهائي. كانت النساء حاضرات أيضًا بشكل خاص بين خريجي البكالوريا العامة والحاصلين على شهادة الدراسات الجامعية العامة.
أدى إصلاح نظام الإجازة والماجستير والدكتوراه إلى خفض تصنيف شهادة الدراسات الجامعية العامة مقارنة بشهادات التعليم العالي الأخرى، وهو ما جعل معدل البطالة بين الحاصلين على شهادة الدراسات الجامعية العامة يصبح مماثلاً لمعدل البطالة بين حاملي الدبلومات العليا في عامي 1998 و2004، لذا أعلنت وزارة التعليم العالي في عام 2011 أن شهادة الدراسات الجامعية العامة لم تعد كافية بشكل عام في سوق العمل. ووفقًا لتقرير حالة التعليم العالي والبحث في فرنسا الذي أعده مركز الدراسات والأبحاث حول المؤهلات، فقد بلغ معدل البطالة بين الحاصلين على شهادة الدراسات الجامعية العامة إلى 9٪ بعد 7 سنوات من دخولهم إلى سوق العمل، وهم أيضًا الأقل أجرًا بين خريجي التعليم العالي الموجودين في سوق العمل، والذين حظوا بأعلى معدل للبطالة في عام 2011. بالإضافة إلى ذلك، فإن هؤلاء الشباب هم الذين أفادوا في معظمهم أنهم يعملون دون مستوى مهاراتهم في التعليم العالي عند استطلاع آرائهم عام 2011، ولا تعتبر الوظائف العلمية هذا المستوى الجامعي أفضل، حيث تفضل معظم المؤسسات تعيين الحاصلين على مستوى الماجستير أو حتى الدكتوراه.
في 30 يوليو 2018، أصدر فريدريك فيدال وزير التعليم العالي والبحث والابتكار الفرنسي، قرارا ألغى بشكل خاص مرسوم 1 أغسطس 2011 المتعلق بالإجازة اعتبارا من 1 سبتمبر 2019. وخلافا للمرسوم القديم الذي ورد في نصه المادة 18-144، والتي تفيد بإمكانية إصدار شهادة الدراسات الجامعية العامة بعد الحصول على 120 نقطة بنظام تحويل وتراكم الرصيد الأوروبي أثناء الإجازة، لم يذكر المرسوم الجديد شهادة الدراسات الجامعية العامة، وهو ما يعني إلغاءها بعد 46 عامًا من وجودها.
لا تزال شهادة الدراسات الجامعية العامة على الرغم من ذلك جزءا من القائمة الرسمية للدبلومات الوطنية، وهي قائمة لا تذكر موعدا نهائيا لإصدار هذه الشهادة الجامعات لهذه الشهادة، على عكس الدبلوم الوطني للتكنولوجيا المتخصصة، الذي لم يعد مسموحا بإصداره بعدما ألغي رسميا في 31 أغسطس 2021. لذلك يمكننا أن نستنتج أنه إذا لم يعد مرسوم الترخيص يذكر صراحة إمكانية إصدار شهادة الدراسات الجامعية العامة، فإن الجامعات قد اكتسبت بطريقة ما حقًا عرفيًا يسمح لها بمواصلة القيام بذلك، وهو حق لا يستمرون في ممارسته بشكل عام.

## شواهد مشابهة
نجد عدة دبلومات تشابه في سنوات الدراسة لدبلوم الدراسات الجامعية العامة المعروف اختصارا ب deug ومن أهمها:
- دبلوم الدراسات الجامعية المهنية deup[1]
- الدبلوم الجامعي للتكنولوجيا dut

شهادة الدراسات الجامعية العامة يقبل في فرنسا في أغلب الامتحانات المخصصة لبكالوريا+2، لأن الجامعة في الدول الفرنكوفونية الأوروبية تكوينها شامل وتخصصها عميق. بينما صاحب دبلوم مهني فتخصصه يكون محدود ومركز في مجال تخصصه، ويتمحور إتجاهه على سوق الشغل، بينما الجامعة تحتفظ بإطار فلسفة فكرية تصنع شخصية شاملة من حيث الدراسة ومن حيث المناخ والبيئة والعمق، ولهدا سنوات الدراسة الجامعية في الدول الأوربية غالبا ما تكون لها قيمة مضافة.
ويختلف النموذج الفرنسي للتعليم الجامعي بمسمياته للدرجات الجامعية عن النموذج الإنجليزي والألماني كالاتي :
| فرنسي                          | إنجليزي     | ألماني       |
| ------------------------------ | ----------- | ------------ |
| الإجازة                        | البكالوريوس | لا يوجد      |
| الماجستير / ماجستير بهدف البحث | الماجستير   | ديبلوم(تخصص) |
| الدكتوراة                      | الدكتوراة   | الدكتوراة    |

## مدة الدراسة
للحصول على دبلوم الدراسات الجامعية العامة يجب دراسة سنتين بعد البكالوريا، للحصول على الشهادة بعد نهاية التكوين، أما الايجازة المهنية فهي ان تكمل سنة دراسية في الجامعة في التخصص الذي تملك، والماجستير هو ان تكمل 5 سنوات من الدراسة في الجامعة، والدكتوراة بعد إتمام 8 سنوات جامعية.

## وصلات خارجية
- بي دي إف  "Maquette du diplôme en 2006" (PDF). education.gouv.fr.